# Константин Палеолог Асен
Константин Палеолог Асен (на средногръцки: Κωνσταντίνος Παλαιολόγος Άσάν) е византийски аристократ и офицер, син на българския цар Иван Асен III и на византийската принцеса Ирина Палеологина.
Годината на раждането му е неизвестна, а сведенията за живота му са оскъдни. Според Иван Божилов най-вероятно Константин Асен е роден в средата на 80-те години на XIII век.
За първи път за него се споменава през 1324 г., когато заедно с брат си Андроник Асен е сред хората, подписали договора на Империята с Венеция, сключен през октомври същата година.
По време на гражданската война между император Андроник II Палеолог и внука му Андроник III Палеолог Константин Палеолог Асен заема страната на стария император. През 1328 г. е стратег на войските на Андроник II в битката край река Мелана в Източна Тракия, където понася катастрофално поражение от силите Андроник III, командвани от протостратора Теодор Синадин. Самият Константин бил заловен и отведен в пленен, но сведения за съдбата му след това липсват.
Името на Константин Палеолог Асен се появява отново през 1342 г., когато той е привлечен от Алексий Апокавк на страната на император Йоан V Палеолог срещу Йоан VI Кантакузин. Малко по-късно Константин отново е сред лицата, чиито подписи били поставени върху новия договор с Венеция, сключен на 25 март 1342 г. По неизвестни причини малко по-късно през същата година Константин Асен изпада в немилост пред Алексий Апокавк и бил арестуван заедно със сина си по негова заповед. Други сведения за съдбата му след това няма.
Константин Палеолог Асен е бил женен за неизвестна по име жена, за която има преположение, че е била част рода на Торниките. Основание за това дава името Торник, използвано като патроним от единствения известен техен син – Михаил Комнин Торник Асен.